# Star-Club
Lo Star-Club è stato un music-club, situato originariamente al civico 39 della Große Freiheit, una strada laterale della Reeperbahn, nel quartiere di St. Pauli ad Amburgo, Germania; si trovava di fronte al Kaiserkeller.
Aprì ufficialmente venerdì 13 aprile 1962 ed inizialmente era gestito da Manfred Weissleder e Horst Fascher. Il club aveva una capienza di 2.000 persone e posti a sedere in stile cinema. Negli anni '60 molti nomi della musica rock vi si esibirono.
Il club raggiunse fama mondiale grazie alle esibizioni dei Beatles, che vi suonarono nel 1962, dal 13 aprile al 31 maggio, dall'1 al 14 novembre e dal 18 al 31 dicembre (complessivamente in 75 esibizioni, per un totale di 263 ore). Un'esibizione o più parti di esse tratte dall'ultimo soggiorno vennero registrate, poi pubblicate nell'aprile 1977 su LP come Live! at the Star-Club in Hamburg, Germany; 1962.
Il club chiuse il 31 dicembre 1969 e l'edificio che lo occupava venne distrutto da un incendio nel 1983. Ristrutturato nel 1987, l'entrata del locale corrisponde all'attuale ingresso del The Rock Cafè.

## Musicisti che hanno suonato allo Star Club

### Statunitensi
- Ray Charles
- Bo Diddley
- Fats Domino
- The Everly Brothers
- Bill Haley
- Jimi Hendrix
- Johnny and the Hurricanes
- Brenda Lee
- Jerry Lee Lewis
- Little Richard
- The Monks

### Britannici
- The Beatles
- Cliff Bennett and the Rebel Rousers
- The Big Three
- Black Sabbath
- Chicken Shack (con Christine McVie)
- Cream
- Lee Curtis and the All-Stars
- Dave Dee, Dozy, Beaky, Mick & Tich
- Earth (versione precedente dei futuri Black Sabbath)
- The Graduates
- Gun
- The Jimi Hendrix Experience (1967)
- The Jaybirds (con Alvin Lee, Leo Lyons e Pete Evans)
- Innocent Child
- Billy J. Kramer
- The Dakotas
- The Liverbirds
- The Londoners
- Maze (con Ian Paice e Rod Evans, in seguito nei Deep Purple)
- The Nice
- The Overlanders
- The Pretty Things
- The Remo Four
- The Searchers
- Kingsize Taylor and the Dominoes
- Richard Thompson
- Soft Machine
- The Twilights
- Tony Vincent and The Giants
- Jane Cane (jazz)
- The Roadrunners
- Katch 22
- Terry Slater and The Flintstones
- The Undertakers

### Tedeschi
- The Rattles
- Casey Jones & The Governors

### Italiani
- Benjamin & His Brothers (prima band di Mino Reitano)

### Svedesi
- Jerry Williams